# Dietrich Mateschitz
Dietrich Mateschitz, född 20 maj 1944 i Sankt Marein im Mürztal i Steiermark, död 22 oktober 2022 i Salzburg, var en österrikisk entreprenör och affärsman. Han var medgrundare och ägare till 49 % av Red Bull. Vid sin död uppskattades Mateschitz ha en förmögenhet på 20,2 miljarder amerikanska dollar.

## Bakgrund
Mateschitz föddes den 20 maj 1944 i Sankt Marein im Mürztal, Steiermark, Österrike till en familj av österrikisk-slovensk härkomst. Båda hans föräldrar kom ursprungligen från Steiermark, även om hans far föddes i Groß-Gerau i Tyskland, kommer hans fars släkt från Maribor, Slovenien.

## Karriär
Mateschitz första arbetsgivare var Unilever där han arbetade med att marknadsföra tvättmedel. Han flyttade därefter till Blendax, det tyska kosmetikaföretaget som ägs av Procter & Gamble där han ansvarade för marknadsföring av tandkräm. Det var under hans affärsresor han upptäckte den thailändska drycken Krating Daeng, som senare blev energidrycken Red Bull. 1984 grundade han Red Bull GmbH tillsammans med Chaleo Yoovidhya, 1987 lanserades märket i Österrike.

## Privatliv
Dietrich Mateschitz var aldrig gift, men fick en son tillsammans med den tidigare skidläraren Anita Gerhardter. 
Mateschitz avled efter en lång tids sjukdom den 22 oktober 2022.